# Рора (Италия)
Вижте пояснителната страница за други значения на Рора.
Рора̀ (на италиански и на пиемонтски: Rorà; на окситански: Rourà, Роура) е село и община в Метрополен град Торино, регион Пиемонт, Северна Италия. Разположено е на 967 m надморска височина. Към 1 януари 2020 г. населението на общината е 231 души, от които 7 са чужди граждани.